# Mosquée Sidi Bou Hadid

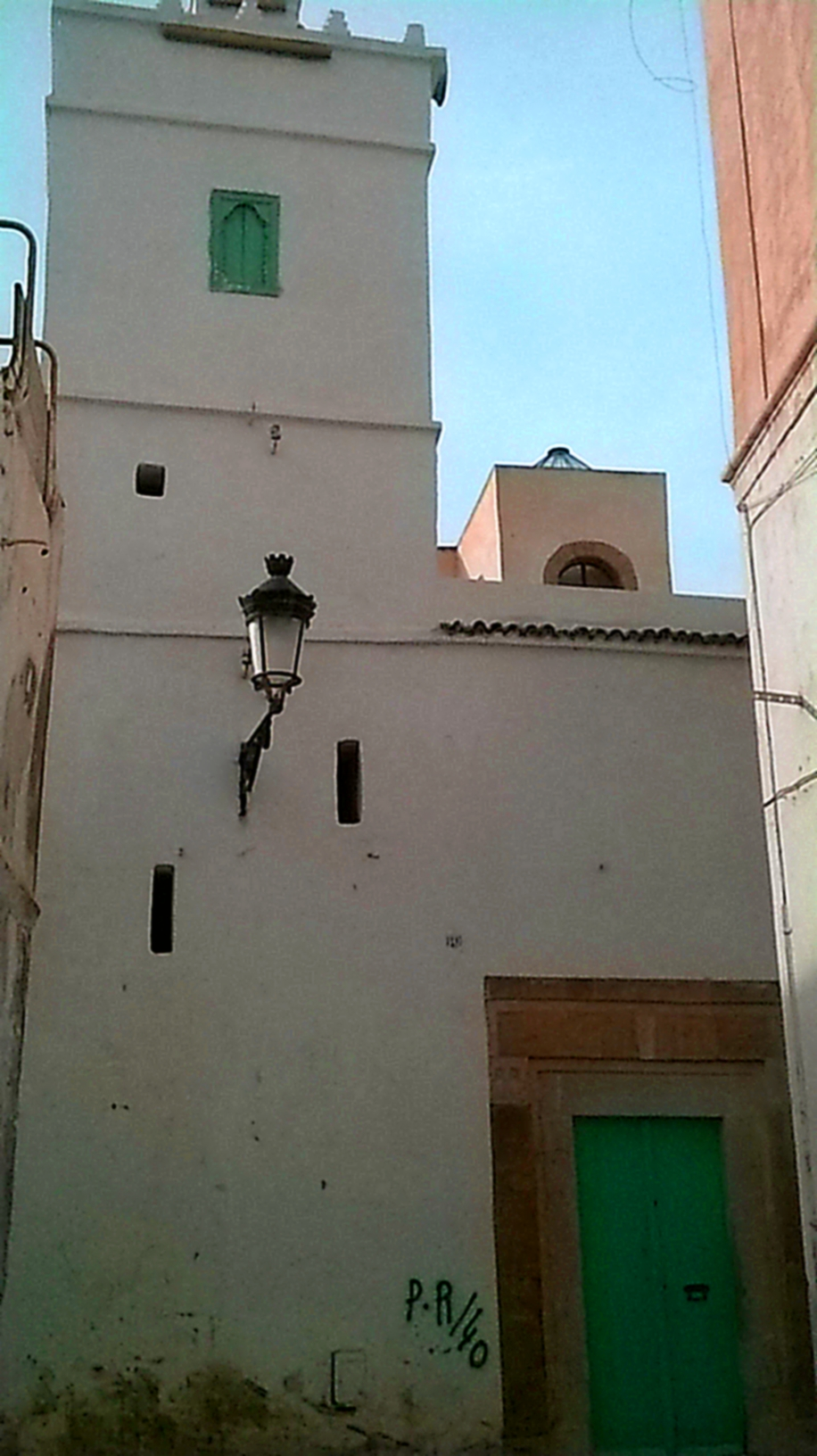
Vue de la mosquée Sidi Bou Hadid.

La mosquée Sidi Bou Hadid (arabe : مسجد سيدي بوحديد) est une mosquée tunisienne située au nord de la médina de Tunis.

## Localisation

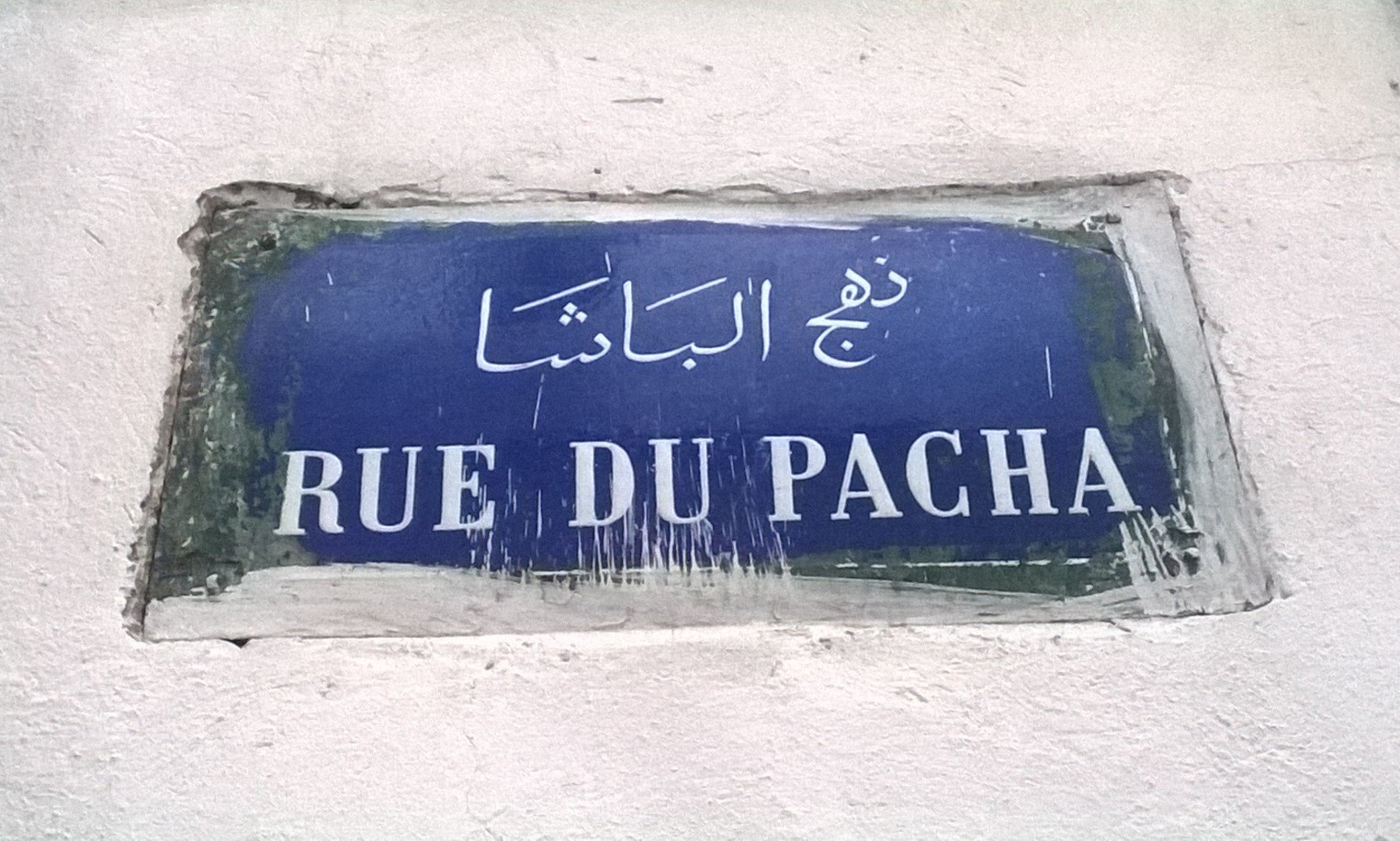
Plaque métallique indiquant la rue du Pacha.

Elle se trouve au numéro 50 de la rue du Pacha, appelée ainsi parce qu'elle abritait la maison du Pacha.

## Étymologie
Elle tire son nom d'un saint homme, Sidi Bou Hadid, dont le vrai prénom est Mohammed, un homme du XIIe siècle enterré dans le quartier juif de la Hara, près de Bab Cartagena, l'une des portes de la médina disparue avant 1881.
De nos jours, la rue principale de ce quartier porte le nom de cet homme.

## Histoire
L'historien Mohamed Belkhodja évoque le fait que cet édifice a été bâti plusieurs années après la mort de Sidi Bou Hadid, sans toutefois citer la date exacte de la construction.

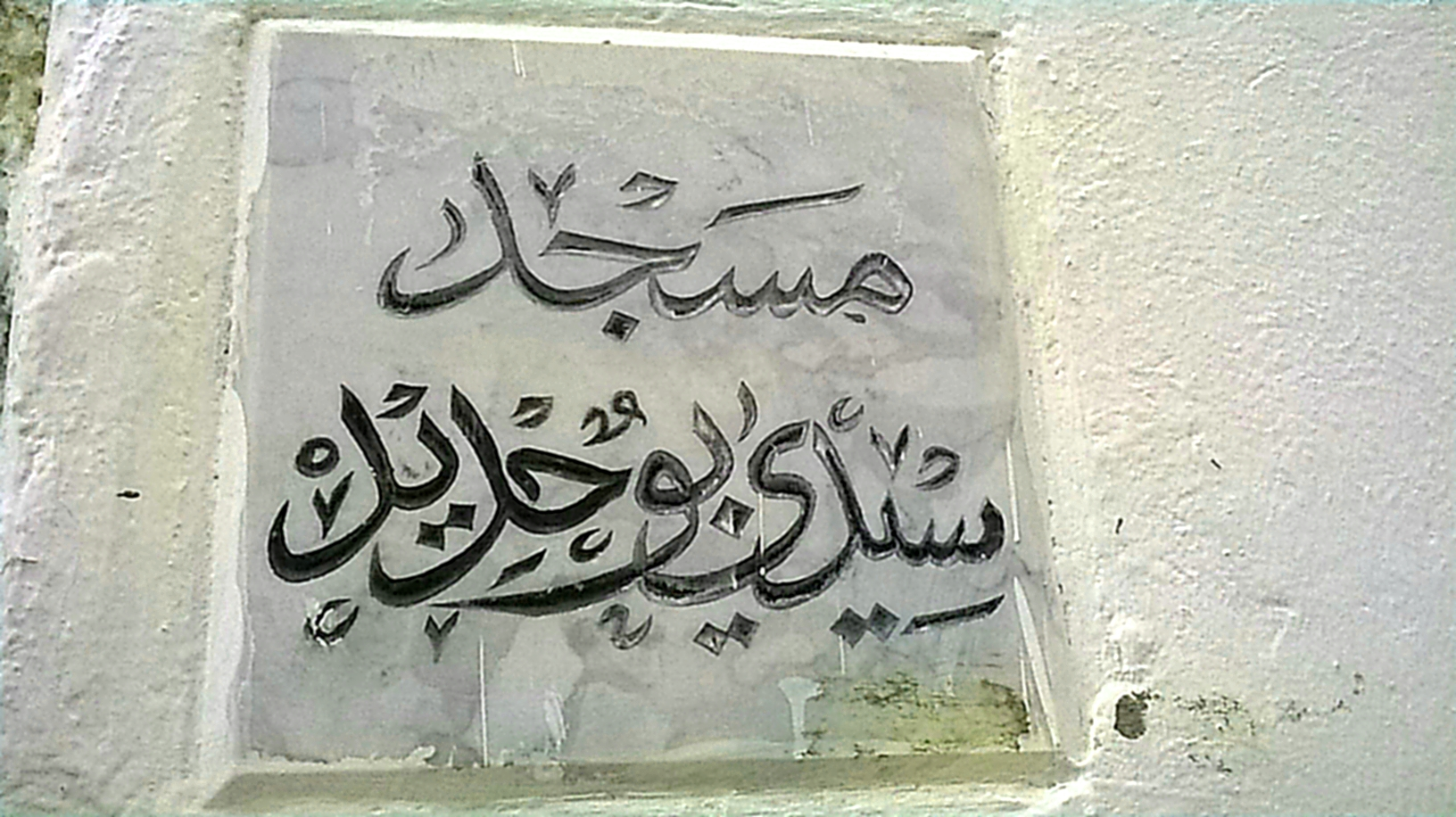
Plaque en marbre indiquant le nom de la mosquée.
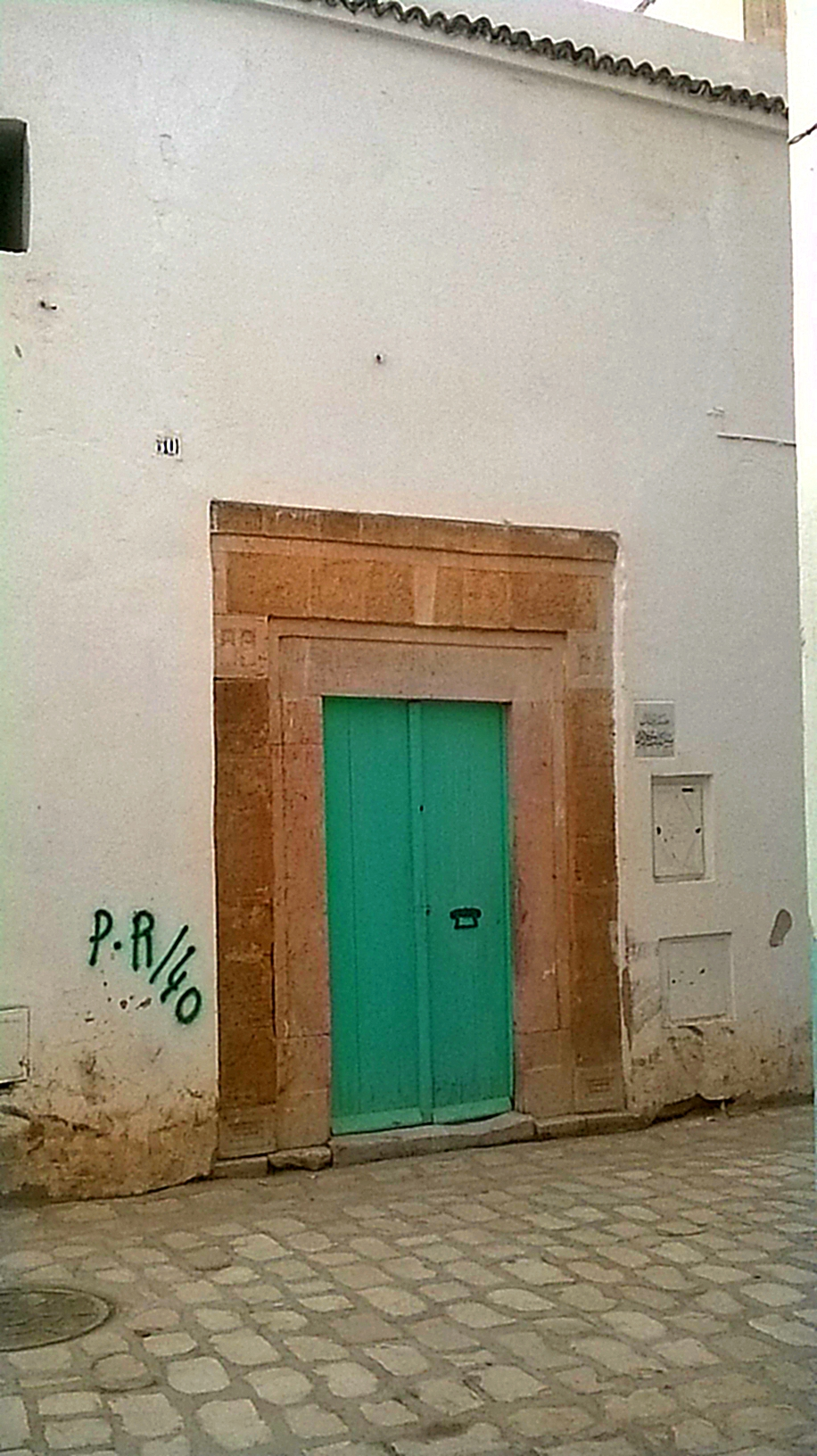
Porte d'entrée de la mosquée.
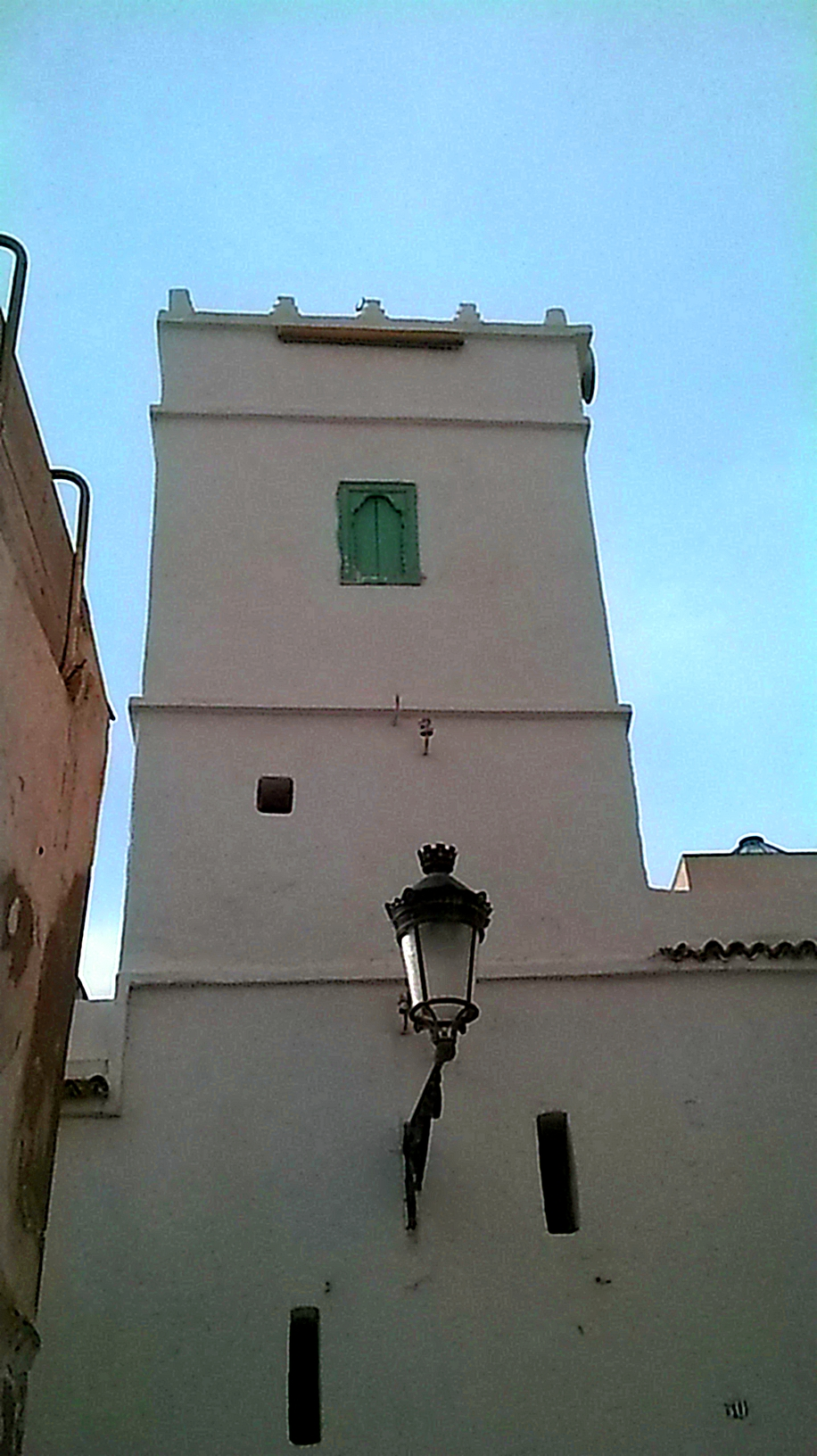
Minaret de la mosquée.